# Rhys (cantante)
Rhys Maria Clarstedt Frank, conosciuta come Rhys (Portland, 27 ottobre 1997), è una cantante statunitense con cittadinanza svedese.

## Biografia
Nata nel maggiore centro dell'Oregon da padre statunitense e madre svedese, Rhys si è trasferita in Svezia con la famiglia quando aveva 10 anni. È stata scoperta dal produttore Jörgen Elofsson quando aveva 18 anni; insieme hanno realizzato il suo singolo di debutto, Swallow Your Pride, nominata canzone della settimana da Sveriges Radio P3.
Nel 2017, grazie al suo secondo singolo Last Dance, Rhys è entrata per la prima volta nella classifica svedese, dove ha raggiunto la 51ª posizione e ha ricevuto una certificazione di platino dalla IFPI Sverige con oltre 40 000 unità certificate. Il singolo successivo, Too Good to Be True, ha invece conquistato il 43º posto. Nel 2018 è uscito su Warner Music Sweden il suo album di debutto, Stages.

## Discografia

### Album in studio
- 2018 – Stages

### EP
- 2022 – Thanks a Lot Now I Can't Smile

### Singoli
- 2016 – Swallow Your Pride
- 2017 – Last Dance
- 2017 – Too Good to Be True
- 2017 – The World Is a Beautiful Place
- 2018 – Maybe I Will Learn
- 2018 – No Vacancy
- 2018 – Starfish (feat. Felix Sandman)
- 2020 – Better Break My Heart
- 2020 – We Don't Talk Anyway
- 2021 – Over You
- 2021 – Single at 40 (con Casper the Ghost)
- 2021 – Thanks a Lot Now I Can't Smile
- 2021 – Cry over Me